# Pöttschinger See
Pöttschinger See ist eine Wochenendhaussiedlung in der Gemeinde Zillingtal im Bezirk Eisenstadt-Umgebung und in der Marktgemeinde Pöttsching im Bezirk Mattersburg in Burgenland.

## Geografie
Die Siedlung am Südostrand des Wiener Beckens befindet sich zwischen Pöttsching und Zillingtal um den gleichnamigen See und einen weiteren, kleineren See im Einzugsgebiet der Wulka. Der von Abraumhalden und Schuttkegel eines einstigen Bergwerks begrenzte See wird von unterirdischen Grundwasseraustritten gespeist. Im Bereich der Gemeinde Zillingtal umfasst die Siedlung 124 Adressen (Stand:Am 1. April 2020).

## Geschichte
Der Pöttschinger See ist das Restgewässer eines 1921 eröffneten und bald unrentabel gewordenen Braunkohle-Tagbaus, der 1954 infolge eines Wassereinbruchs seinen Betrieb einstellte. Die Verwertung und Aufschließung des Areals als Erholungsgebiet erfolgte in den 1960ern und 1970ern. Der Badesee zählt heute zu den insgesamt zwölf See- und Freizeitsiedlungen, die sich im Besitz der Esterházys befinden. Seine Wasserqualität, normalerweise tadellos,  brachte es auf Grund eines Starkwetterereignisses auch schon einmal in die Schlagzeilen.